# Campo de Gibraltar
El Camp de Gibraltar és una comarca de la província de Cadis, és la més meridional de l'Espanya peninsular i, per tant, de l'Europa continental. Forma part de la Comunitat Autònoma d'Andalusia. La comarca conté la major extensió de costes de tota Andalusia i és l'única que està banyada per l'oceà Atlàntic i el mar Mediterrani. Situada a l'extrem occidental de la serralada Penibètica, s'estén des dels contraforts de la Sierra del Aljibe fins al mar. Rep el seu nom del penyal de Gibraltar, territori britànic en sòl peninsular des del segle xviii. La comarca inclou vuit municipis: 
- Algesires
- La Línea de la Concepción
- San Roque
- Los Barrios

Situats en l'arc que forma la badia d'Algesires 
- Tarifa, mirant a l'oceà Atlàntic i el mar Mediterrani
- Castellar de la Frontera
- Jimena de la Frontera
- San Martín del Tesorillo, els tres a l'interior de la comarca.

A aquests municipis caldria afegir la ciutat de Gibraltar, actualment sota sobirania britànica.
Si bé és cert que en la zona hi ha restes de poblacions de diferents èpoques històriques, els municipis de La Línea de la Concepción, San Roque i Los Barrios neixen a conseqüència de la presa de la ciutat de Gibraltar el 1704 per part d'una flota angloholandesa, mentre que la ciutat d'Algesires ressorgeix com a conseqüència d'aquest fet, després d'haver estat destruïda completament pels àrabs el 1379. Per la seva situació geogràfica, la comarca té unes especials condicions climàtiques i gaudeix d'una natura excepcional. Poden gaudir-se de platges al mar Mediterrani o a l'oceà Atlàntic, separades només per uns pocs quilòmetres o gaudir del bosc mediterrani al Parc Natural Los Alcornocales.